# روبي فوي
روبي فوي (بالإنجليزية: Robbie Foy)‏ (28 أكتوبر 1985 بإدنبرة في المملكة المتحدة - ) هو لاعب كرة قدم بريطاني في مركز جناح ‏. شارك مع منتخب اسكتلندا تحت 21 سنة لكرة القدم. أما مع النوادي، فقد لعب مع سكونثورب يونايتد ونادي ريكسهام ونادي ليفربول ونادي تشستر سيتي.

## وصلات خارجية
- روبي فوي على موقع قاعدة بيانات كرة القدم.إي يو (الإنجليزية)
- روبي فوي على موقع Soccerbase.com (لاعب) (الإنجليزية)